# Claus Volkenandt
Claus Volkenandt (* 1963 in Bochum) ist ein deutscher Kunsthistoriker.

## Leben
Er studierte Kunstgeschichte, Philosophie und neue deutsche Literaturwissenschaft in Bochum und Basel (1991 Lizentiat, 1997 Promotion). Von 1997 bis 2002 und von 2004 bis 2006 war er Assistent am Kunsthistorischen Seminar der Universität Basel, Neuere Kunstgeschichte (Habilitation 2007). Seit 2006 hatte er regelmäßige Lehraufträge an der Universität Luzern (Soziologisches Seminar), an der Zeppelin Universität (für Kulturgeschichte) und am Kunstgeschichtlichen Institut der Ruhr-Universität Bochum. Seit 2012 lehrt er als Professor für Kunstwissenschaft an der Universität Witten/Herdecke.
Seine Arbeitsschwerpunkte sind niederländische Kunst des 17. Jahrhunderts, klassische Moderne und Gegenwartskunst, Geschichte und Theorie der Kunstgeschichte, interkulturelle Kunstgeschichte und bildgeschichtliche Fragestellungen.

## Schriften (Auswahl)
- Rembrandt. Anatomie eines Bildes. München 2004, ISBN 3-7705-4002-6.
- als Herausgeber: Kunstgeschichte und Weltgegenwartskunst. Konzepte – Methoden – Perspektiven. Berlin 2004, ISBN 3-496-01302-8.
- als Herausgeber mit Richard Hoppe-Sailer und Gundolf Winter: Logik der Bilder. Präsenz – Repräsentation – Erkenntnis. Gottfried Boehm zum 60. Geburtstag. Berlin 2005, ISBN 3-496-01328-1.
- als Herausgeber mit Christian Kaufmann: Between Indigenous Australia and Europe. John Mawurndjul. Art Histories in Context. Berlin 2009, ISBN 978-0-85575-666-6.